# آلفرد-ماری لینار
 آلفرد-ماری لینار (فرانسوی: Alfred-Marie Liénard‎؛ زاده ۲ آوریل ۱۸۶۹ - درگذشته ۲۹ آوریل ۱۹۵۸) یک فیزیک‌دان و مهندس
اهل فرانسه بود.